# Liste der Gouvernements Jordaniens
Das Haschimitische Königreich Jordanien besteht seit 1994 aus zwölf Gouvernements (arabisch محافظة / muḥāfaẓa). Ihnen steht jeweils ein Gouverneur vor. Die Gouvernements sind in Distrikte (arabisch لواء / Liwāʾ) und diese in Subdistrikte (arabisch قضاء / Qaḍāʾ) untergliedert.
Die Monarchie, anfangs – wie seit 1988 wieder – nur am Ostufer des Jordans, oder aus Sicht Jerusalems jenseits desselben (= Transjordanien) gliederte sich 1946 in vier Gouvernements: ʿAdschlun, al-Balqaʾ (Sitz: Salt), al-Karak und Maʿan. Die nordöstlichen Weiten der Wüste bildeten ein eigenes Gebiet. 
Mit der Einheit beider Ufer (وَحْدَةُ الضِّفَّتَيْنِ, DMG Waḥda al-Ḍiffatain) des Jordans, also der Vereinigung von Transjordanien am Ostufer und Westjordanland am Westufer (oder aus Sicht Jerusalems diesseits des Flusses: = Cisjordanien), am 24. April 1950 entstanden die beiden übergeordneten Gouvernements (مُحَافَظَةٌ الضِّفَّةِ الشَّرْقِيَّةِ, DMG Muḥāfaẓa al-Ḍiffiyya al-Šarqiyya ‚Gouvernement Östliches Ufer‘ und مُحَافَظَةٌ الضِّفَّةِ الْغَرْبِيَّةِ, DMG Muḥāfaẓa al-Ḍiffiyya al-Ġarbiyya ‚Gouvernement Westliches Ufer‘). Die ehemaligen vier Gouvernements von 1946 waren jetzt Distrikte des Gouvernements Östliches Ufer (Sitz: Amman). 
Das Gouvernement Westliches Ufer (Sitz: Jerusalem [Ost]) umfasste die ehemals palästinensischen Distrikte Samaria (Sitz: Nablus) mit den Subdistrikten (قَضَاءُ, DMG Qaḍāʾ) Dschenin, Nablus und Tulkarm sowie Jerusalem (mit Subdistrikten Hebron, Jerusalem und Ramallah) der britischen Mandatszeits, soweit sie östlich der Grünen Linie des Waffenstillstands von 1949 lagen. Die königliche Regierung in Amman gliederte die Distrikte um zu den drei jordanischen Distrikten al-Chalil (Sitz: Hebron), al-Quds (Jerusalem [Ost]) und Nablus.
Seit 1955 bestand im Gouvernement Östliches Ufer der Hauptstadtdistrikt (لواء العاصمة, DMG Liwāʾ al-ʿĀṣimah, ab 1965 Hauptstadtgouvernement, 1988–2014 Gouvernement Amman genannt), der aus Teilen des Distrikts al-Balqaʾ gebildet wurde. Im Jahre 1964 folgten einige Änderungen, der Distrikt ʿAdschlun wurde in Distrikt Irbid umbenannt, aus nördlichen Teilen des Gouvernements Westliches Ufer wurde der Distrikt Dschenin erneut und aus südöstlichen Gebieten des Distrikts Irbid der neue Distrikt Zarqa geschaffen.
Ränge und Bezeichnungen der Verwaltungsbezirke Jordaniens änderten sich am 16. Dezember 1965: Die Gouvernements Östliches und Westliches Ufer wurden als Einheiten aufgelöst, stattdessen wurden acht Distrikte zu Gouvernements zumeist gleicher Namen, nämlich das Gouvernement al-Balqaʾ, al-Chalil, Hauptstadtgouvernement, Irbid, al-Karak, Maʿan, Nablus und al-Quds, wobei der Distrikt Dschenin im Gouvernement Nablus aufging und der Distrikt Zarqa und der Wüstenbezirk ans Hauptstadtgouvernement kamen.
Mit Jordaniens Niederlage im Sechstagekrieg 1967 kamen die Gouvernements al-Chalil, Nablus und al-Quds unter israelische Besatzung, übten aber ihre zivilen Funktionen für die Jordanier unter Israels Besatzung weiter aus. Nach dem Verzicht Jordaniens auf seine Gouvernements im Westjordanland Ende Januar 1988 verloren die meisten palästinastämmigen Jordanier dort ihre Staatsangehörigkeit und wurden palästinensische Staatenlose. Neu hinzu kamen das Gouvernement al-Tafila (vormals Teil al-Karaks) und das Gouvernement Mafraq, geschaffen aus östlichen Teilen von Gouvernement Irbid und dem Wüstenbezirk im nordöstlichen Hauptstadtgouvernement, dessen mittlere Teile zum Gouvernement Zarqa wurden und verbliebene südwestliche Teile nunmehr als Gouvernement Amman bezeichnet wurden. Im Jahre 1994 wurden die Gouvernements Adschlun und Dscharasch aus Teilen des Gouvernements Irbid, Aqaba aus Teilen Maʿans sowie Madaba aus Teilen des Gouvernements Amman neu gebildet.
| Gouvernement                                                        | Fläche (km²) | Zahl der Einwohner | Sitz            | Zeit                 |
| ------------------------------------------------------------------- | ------------ | ------------------ | --------------- | -------------------- |
| Gouvernement Adschlun                                               | 00420        | 0146.900           | Adschlun        | seit 1994            |
| Gouvernement Aqaba                                                  | 06.905       | 0139.200           | Aqaba           | seit 1994            |
| Gouvernement al-Balqa                                               | 01.120       | 0428.000           | Salt            | 1946–1950; seit 1965 |
| Gouvernement al-Chalil                                              | 00997        | 0125.651 (1952)    | Hebron          | 1965–1988            |
| Gouvernement Dscharasch                                             | 00410        | 0191.700           | Dscharasch      | seit 1994            |
| Hauptstadtgouvernement (1950–65: Östl. Ufer; 1988–2014: Gvt. Amman) | 07.579       | 2.473.400          | Amman           | seit 1950            |
| Gouvernement Irbid (bis 1950 Gvt. Adschlun)                         | 01.572       | 1.137.100          | Irbid           | 1946–1950; seit 1965 |
| Gouvernement al-Karak                                               | 03.495       | 0249.100           | al-Karak        | 1946–1950; seit 1965 |
| Gouvernement Maʿan                                                  | 32.832       | 0121.400           | Maʿan           | 1946–1950; seit 1965 |
| Gouvernement Madaba                                                 | 00940        | 0159.700           | Madaba          | seit 1994            |
| Gouvernement al-Mafraq                                              | 26.551       | 0300.300           | al-Mafraq       | seit 1988            |
| Gouvernement Nablus                                                 | 02.941       | 0315.236 (1952)    | Nablus          | 1965–1988            |
| Gouvernement al-Quds (bis 1965 Gvt. Östl. Ufer)                     | 02.148       | 0301.402 (1952)    | Jerusalem (Ost) | 1950–1988            |
| Gouvernement at-Tafila                                              | 02.209       | 0089.400           | at-Tafila       | seit 1988            |
| Gouvernement Zarqa                                                  | 04.761       | 0951.800           | Zarqa           | seit 1988            |